# 網罟座TT
網罟座TT，又名CP-61 317，HD 27463、SAO 248977、HR 1357，是網罟座的一颗恒星，视星等为6.37，位于銀經272.3，銀緯-42.01，其B1900.0坐标为赤經4h 14m 50.3s，赤緯-61° -42.01′ 39″。